# Длинноголовый голец
Длинноголовый голец (лат. Salvelinus kronocius) — узкоэндемичный вид лучепёрых рыб из семейства лососёвых. Обитает только в Кроноцком озере.

## Описание

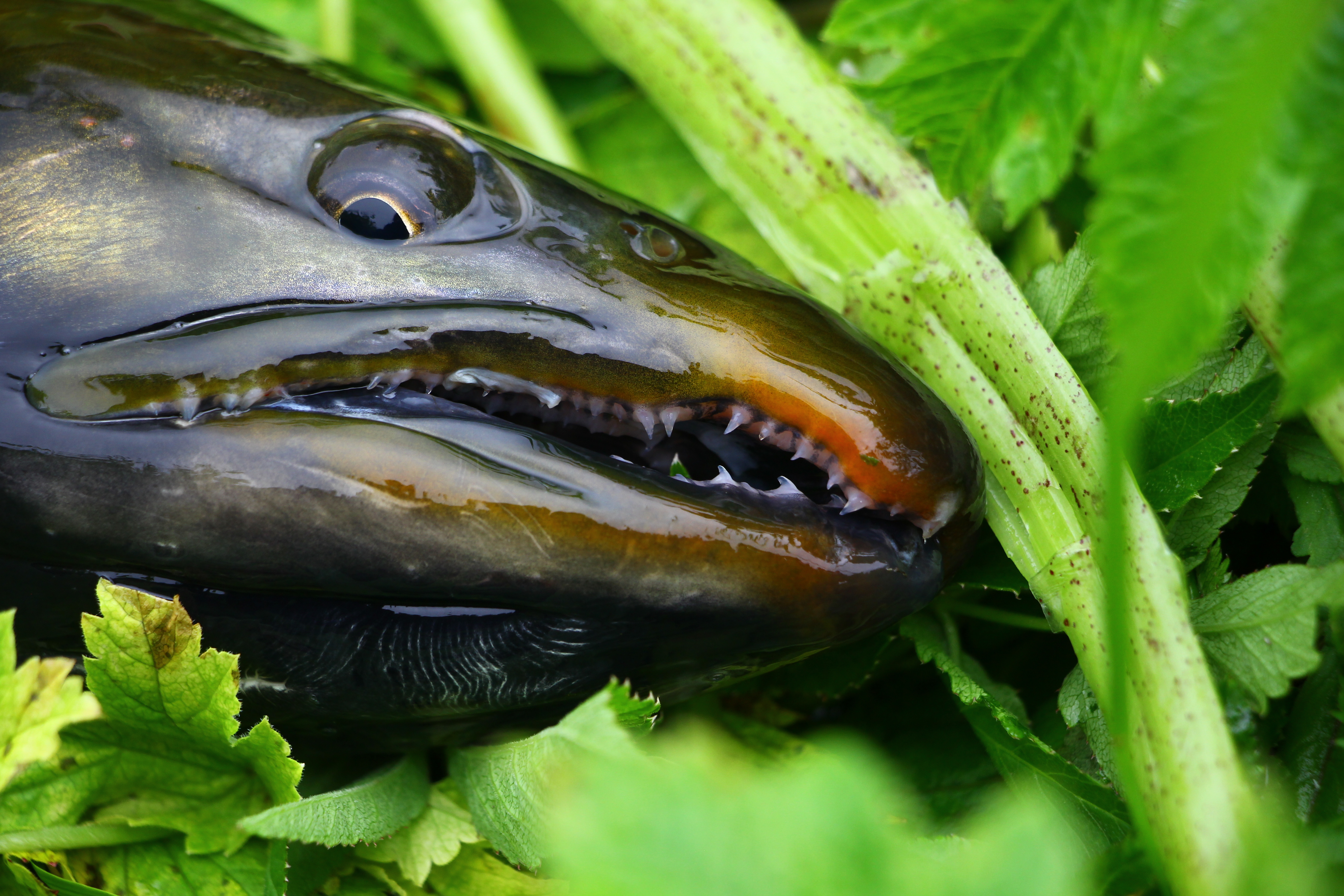
Рыло длинноголового гольца

Длинноголовый голец от других видов гольцов Кроноцкого озера отличается чрезвычайно большой головой и торпедовидным телом с отставленными назад плавниками. Голова удлиненная, низкая, средней длиной 0,22 от тела. Лоб прямой, рыло вытянутое. Рот конечный, верхняя челюсть длиннее нижней, заходит далеко за задний край глаза. Верхняя челюсть дугообразная, сильно загнута вниз, составляет 0,57 от длины головы. Тело низкое и прогонистое. Хвостовой стебель укороченный и высокий, основание хвостового плавника закругленное или трапециевидное. Грудные и брюшные плавники короткие, хвостовой плавник слабовыемчатый. Голова сверху и спина серовато-зелёные, бока и брюхо серебристо-белые. На боках многочисленные, мелкие белые или красноватые крапины. Голова чёрная, спина и бока тела серо-зелёные, брюхо жёлтое. Пятна и крапины на боках тела красные. Брачный наряд самок менее яркий. В сравнении с другими видами гольцов Кроноцкого озера, это крупные рыбы, предельная длина которых составляет 65 см, масса — 2,2 кг. Половой зрелости достигают при длине 34 см; в нерестовом стаде преобладают особи размером 40—50 см. Размеры самцов и самок близки.

## Ареал

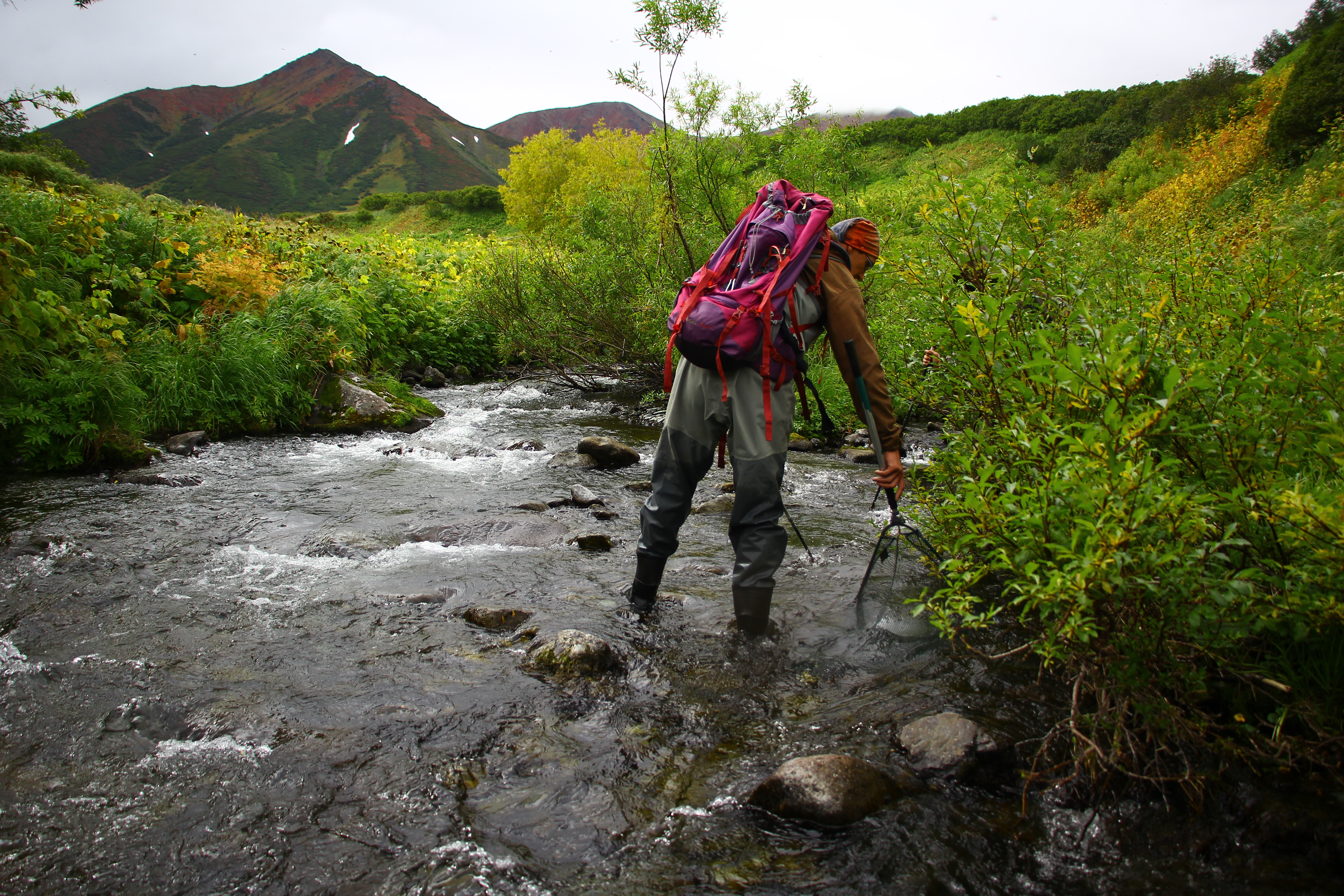
Приток реки Унана - нерестилище длинноголового гольца

Молодь на этапе нагула населяет укрытия истоков рек в районах нерестилищ. В Кроноцком озере гольцы обитают на открытой акватории, к берегам подходят редко. Длинноголовые гольцы следуют за стадами своего основного пищевого объекта — кокани. Мелкие рыбы в основном ловятся в центральной части крупных закрытых заливов. В весеннее время длинноголовые гольцы концентрируются в юго-западной части озера, по мере прогрева водоема и расселения стад кокани также распределяются по всей акватории. Рыбы редко поднимаются к поверхности и в основном обитают на глубине 10—15 м. Нерест происходит только в верховьях крупнейших притоков, впадающих в реки Унана и Лиственничная. Длинноголовые гольцы сильные рыбы, они поднимаются выше участков порожисто-водопадного русла и нерестятся в небольших водотоках с относительно спокойным течением.

## Образ жизни
Молодь проводит от 3 до 5 лет в самых верховьях рек в районе нерестилищ; при размере 10—20 см мигрирует в озеро. Длинноголовые гольцы достигают половой зрелости в возрасте 5—7 лет, максимально зафиксированный возраст составляет 13—14 лет. Нерестовая миграция начинается с середины августа и продолжается до первых чисел сентября. Нерест происходит с середины сентября до середины октября. Плодовитость составляет 1000—2500 икринок. В реках молодь питается личинками амфибиотических насекомых. После миграции в озеро длинноголовые гольцы становятся хищниками, потребляя сначала молодь, а по мере роста и взрослую кокани.

## Фотогалерея

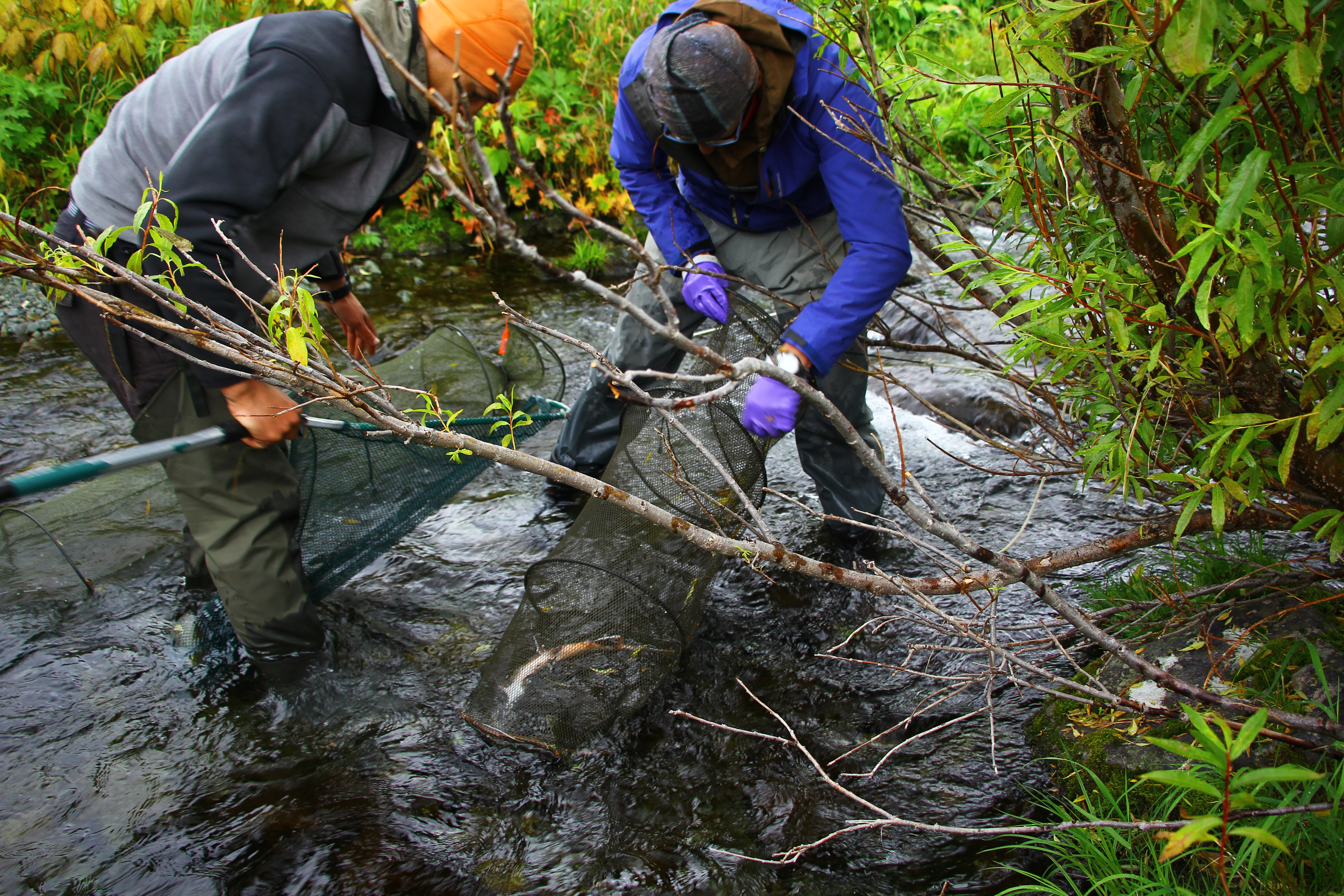
Учёные работают в верховьях Унаны на нерестилище
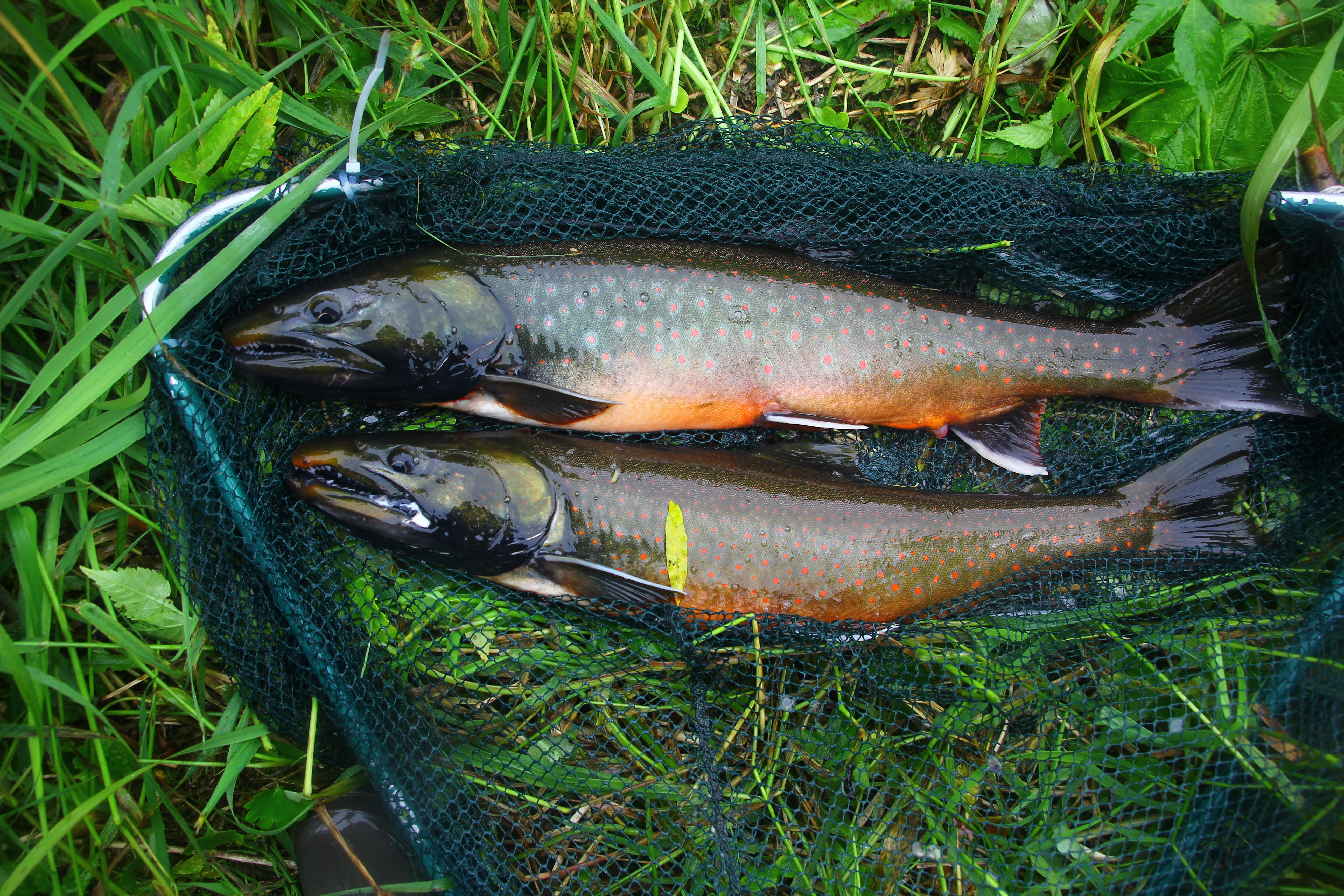
Пара длинноголовых гольцов в брачном наряде
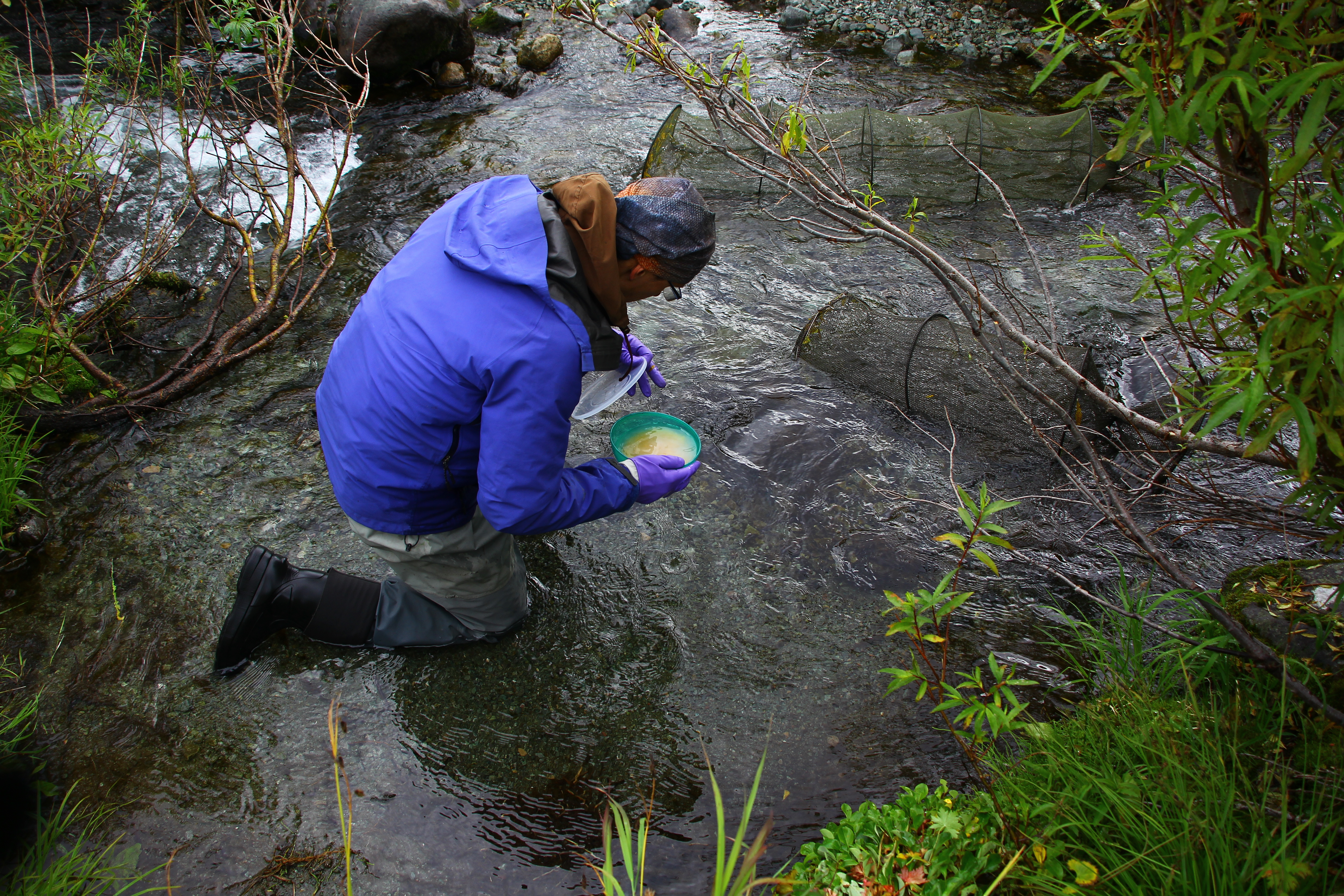
Работа учёных на нерестилище длинноголового гольца